# Dóxa (Arcadie)
Dóxa (grec moderne : Δόξα) est une localité située dans le dème de Gortynie, dans le district régional d'Arcadie, dans la périphérie du Péloponnèse, en Grèce.
Selon le recensement de 2021, elle compte 197 habitants.